# Ocean Vuong
Ocean Vuong (Ho Chi Minhstad, 14 oktober 1988), geboren als Vương Quốc Vinh, is een Vietnamees-Amerikaanse dichter, essayist en romanschrijver. Zijn werk werd vertaald in verschillende talen. In het Nederlands verschenen drie van zijn werken, namelijk de roman Op aarde schitteren we even (2021), de poëziebundel De tijd is een moeder (2022) en de roman De keizer van Gladness (2025). De eerste twee titels werden door The New York Times uitgeroepen tot 'Instant Bestsellers', en ook het laatste boek werd met veel lof ontvangen. Vuong won vele awards voor zijn werk. Na het verschijnen van zijn debuutroman ontving hij het MacArthur Fellowship.

## Biografie
Vuong werd geboren in Vietnam. Zijn grootmoeder groeide op op het Vietnamese platteland en zijn grootvader was een soldaat van de Amerikaanse marine, oorspronkelijk uit Michigan. Zijn grootouders ontmoetten elkaar tijdens de Vietnamoorlog, trouwden en kregen drie kinderen. Vuongs grootvader ging terug naar de Verenigde Staten, maar kon na de val van Saigon niet terug naar Vietnam. Vuongs grootmoeder bracht vervolgens hun dochters onder in een weeshuis.
Nadat een politieagent decennia later vermoedde dat Vuongs moeder een gemengde afkomst had en zij door het toenmalige beleid haar leven niet zeker was, ontvluchtte ze in 1990 samen met haar gezin het land. Vuong was twee jaar oud toen ze op de Filipijnen in een vluchtelingenkamp terechtkwamen. Vervolgens vroegen zijn ouders asiel aan en emigreerden ze naar de Verenigde Staten. Daar vestigde de familie zich in Hartford, Connecticut. Kort erna verliet Vuongs vader het gezin.
Vuong kreeg na de emigratie een nieuwe voornaam van zijn moeder. Ocean is een verwijzing naar de Grote Oceaan, die Vietnam en de Verenigde Staten met elkaar verbindt.
Vuong was de eerste in zijn familie die leerde lezen. Hij was toen elf jaar.
Op 15-jarige leeftijd werkte hij illegaal op een tabaksboerderij. Zijn ervaringen beschreef hij later in zijn debuutroman On Earth We're Briefly Gorgeous (2019, in het Nederlands uitgegeven onder de titel Op aarde schitteren we even).
Na de Glastonbury High School in Glastonbury te hebben afgerond, studeerde hij slechts enkele weken marketing aan de Pace University in New York. Hierna schreef hij zich in aan het Brooklyn College, onderdeel van de City University of New York. Na het afronden van zijn bachelor in 19e-eeuwse Engelse literatuur deed hij een masteropleiding in poëzie aan de New York-universiteit (NYU) in Northampton, Massachusetts. Daar kreeg hij later een vaste aanstelling als docent creatief schrijven.

## Werk
Vuongs gedichten en essays verschenen in verschillende tijdschriften, waaronder The New York Times, The New Yorker, The Atlantic, Harper's Magazine, The Nation en The New Republic.
Voor zijn grote doorbraak publiceerde Vuongs een tweetal zogeheten 'chapbooks', kleine publicaties met weinig pagina's. Burnings verscheen in 2011, No in 2013. Zijn eerste dichtbundel, Night Sky with Exit Wounds getiteld, verscheen in 2016 en werd al snel een commercieel succes. Grote kranten zoals The New York Times, The New Yorker, The Guardian, Huffington Post en The Sunday Times riepen het boek uit tot 'Best Book of the Year'. Vuong won met deze bundel de T.S. Eliot Prize, de Whiting Award, de Thom Gunn Award en de Forward Prize. Hierna volgden vertalingen in onder meer het Duits, Frans, Italiaans, Portugees, Spaans, Vietnamees en Zweeds.
Zijn eerste roman, On Earth We're Briefly Gorgeous, verscheen in juni 2019 en werd uitgegeven door Penguin Books. Tijdens het schrijven ervan had Vuong last van een soort 'fantoompijn' en zou het boek later een 'fantoomroman' noemen, doelend op het feit dat zijn familie ongeletterd dan dyslectisch is en dus niet in staat zou zijn het verhaal te lezen. On Earth We're Briefly Gorgeous werd een internationale bestseller. Tientallen dagbladen en tijdschriften, waaronder Het Parool, NRC, De Morgen, De Standaard en Knack, waren lovend. Vuong nam voor On Earth We're Briefly Gorgeous de American Book Award, Mark Twain American Voice in Literature Award, New England Book Award, Massachusetts Book Award, Connecticut Book Award, Brooklyn Public Library Literary Prize en Publishing Triangle's Ferro-Grumley Award for LGBTQ Fiction in ontvangst.
Drie maanden voor de publicatie van On Earth We're Briefly Gorgeous werd bij Vuongs moeder borstkanker vastgesteld. Ze overleed datzelfde jaar nog. Het zou de voedingsbodem worden voor zijn tweede dichtbundel Time is a mother (2022, in het Nederlands uitgegeven onder de titel De tijd is een moeder).

## Privéleven
Vuong is homoseksueel en woont in Northampton, Massachusetts met zijn partner, Peter Bienkowski.
Vuong is praktiserend zenboeddhist.

### Romans
- 2019: On Earth We're Briefly Gorgeous (in het Nederlands uitgegeven onder de titel Op aarde schitteren we even, vertaling door Johannes Jonkers[3])
- 2025: The Emperor of Gladness (in het Nederlands uitgegeven onder de titel De keizer van Gladness, vertaling door Johannes Jonkers)

### Dichtbundels
- 2016: Night Sky with Exit Wounds
- 2022: Time is a Mother (in het Nederlands uitgegeven onder de titel De tijd is een moeder, vertaling Onno Kosters[5])

### Chapbooks
- 2011: Burnings
- 2013: No